# Delano (Californië)
Delano is een plaats (city) in de Amerikaanse staat Californië, en valt bestuurlijk gezien onder Kern County.

## Demografie
Bij de volkstelling in 2000 werd het aantal inwoners vastgesteld op 38.824.
In 2006 is het aantal inwoners door het United States Census Bureau geschat op 50.310, een stijging van 11486 (29.6%).

## Geografie
Volgens het United States Census Bureau beslaat de plaats een oppervlakte van
26,3 km², waarvan 26,2 km² land en 0,1 km² water.

## Plaatsen in de nabije omgeving
De onderstaande figuur toont nabijgelegen plaatsen in een straal van 24 km rond Delano.